# Doktryna polityki gospodarczej
Doktryna polityki gospodarczej – uporządkowany zbiór założeń, poglądów i twierdzeń dotyczących oddziaływania państwa na gospodarkę z zagadnieniami systemów ekonomicznych i ustroju na czele.
Doktryny polityki gospodarczej częściowo nawiązują do dorobku nauki i zawierają liczne tezy określające kierunki oraz środki działania, opierające się na przesłankach światopoglądowych, ideologicznych oraz moralnych, które nie są w pełni oparte na uzasadnieniach naukowych.
Doktryna polityki gospodarczej określa rolę państwa w oddziaływaniu na gospodarkę poprzez rozwój przemysłu, handlu, eksportu, bądź wysokich technologii. Ponadto mówi o tym w jakim zakresie państwo powinno chronić kraj przed konkurencją z zagranicy.
W polityce gospodarczej wyróżnia się następujące doktryny:
- liberalizm
- merkantylizm
- interwencjonizm
- dystrybucjonizm
- neoliberalizm
- polityka wolnego handlu
- doktryna industrializacji
- socjaldemokracja
- katolicka doktryna społeczna